# Lijst van rivieren in Oezbekistan

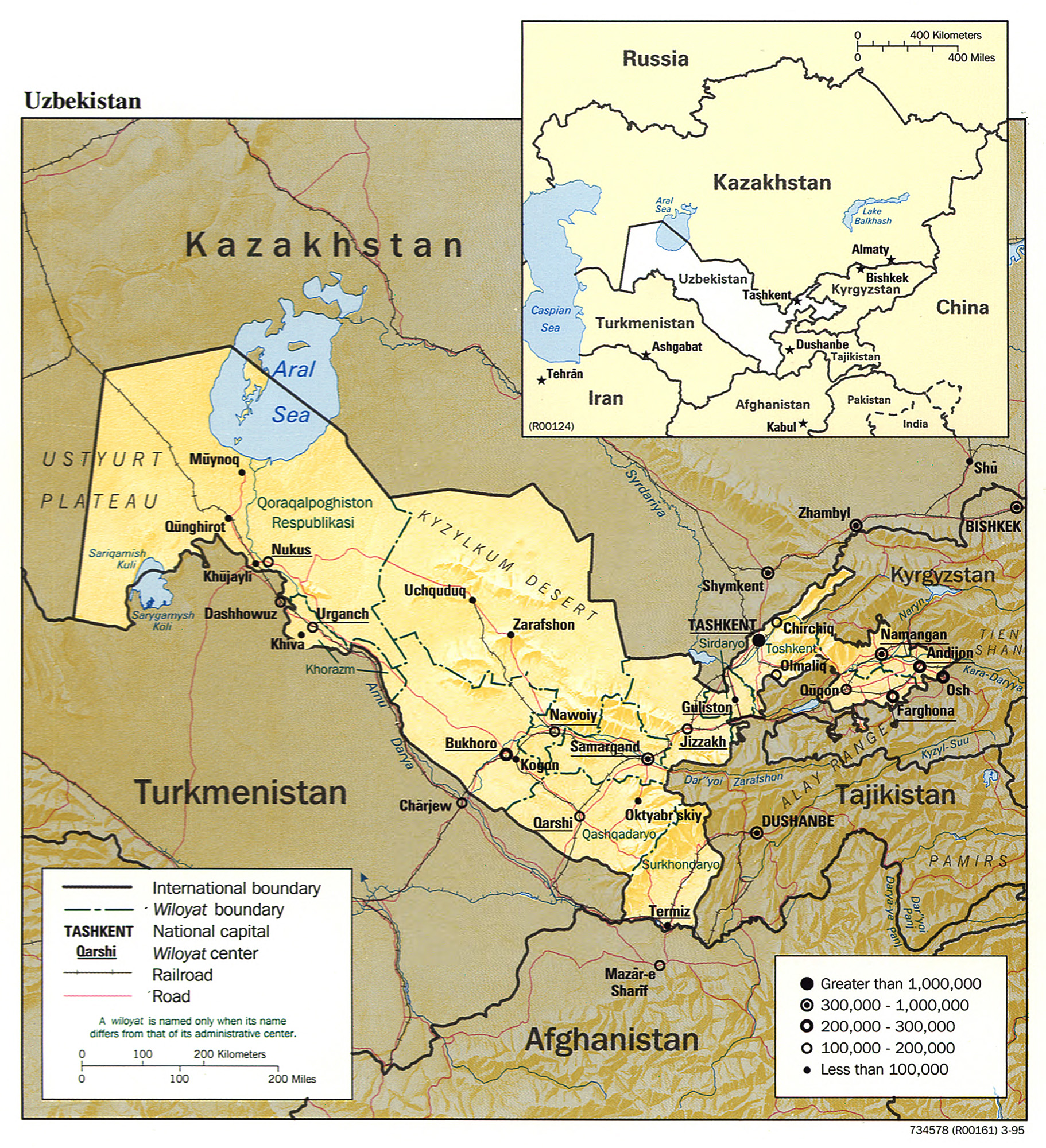
Kaart van Oezbekistan.

Dit is een lijst van rivieren in Oezbekistan. De rivieren in deze lijst zijn geordend naar drainagebekken en de opeenvolgende zijrivieren zijn ingesprongen weergegeven onder de naam van elke hoofdrivier.

## Aralmeer
- Amu Darya
  - Zeravshan (bovenloop stroomt door Tadzjikistan)
  - Surxondaryo of Surkhandarya (mondt uit in de Amu Darya bij de stad Termiz)
    - Karatag

- Syr Darya
  - Chirchiq
    - Chatkal
    - Charvakmeer
      - Pskem
        - Aksarsay

  - Angren
  - Sokh (bovenloop stroomt door Kirgizië)
  - Kara Darya (bovenloop stroomt door Kirgizië)
  - Naryn (bovenloop stroomt door Kirgizië)

## Qarshisteppe
- Qashqadaryo

## Kyzylkumwoestijn
- Zeravshan (voorheen een zijrivier van de Amu Darya, tegenwoordig wegvloeiend in de woestijn)